# Misanthropic Division
La Misanthropic Division (en ukrainien : Мізантропік Дівіжн et en français : Division misanthrope) est une organisation néonazie internationale créée en Ukraine vers 2014. Elle lutte pour l'indépendance de l'Ukraine vis-à-vis de la Russie et de l'Union européenne dans le but de créer un État national-socialiste. 
Ses membres sont considérés comme racistes et violents. Entre autres choses, ils glorifient le national-socialisme et les Waffen SS. Amnesty International les accuse de graves violations des droits humains.  

## Historique
La Misanthropic Division est créée en 2013 en Ukraine  sous les auspices de l'Assemblée sociale-nationale,. Une autre date avancée pour sa création est le 31 octobre 2014, peu avant les événements de Maidan auxquels ses membres participeront. Le groupe est également impliqué dans des combats et affrontements à Kharkiv et Odessa et reconnaîtra être impliquée dans l'assassinat de deux opposants pro-russes durant ces événements. 
Elle sert d'unité de combat dans le régiment Azov, dans l'est de l'Ukraine, contre les séparatistes pro-russes à partir de février 2014. En octobre 2016, des membres de la Misanthropic Division revendiquent l'assassinat du chef du bataillon séparatiste Sparta, Arsen Pavlov, depuis une vidéo tournée dans l'oblast de Donetsk. Néanmoins, des dirigeants du groupe nièrent toute implication dans cette action. 
Après l'invasion russe de l'Ukraine en février 2022, la Division annonce sur son compte Telegram que le groupe recrute des volontaires « pour la victoire et le Valhalla ».

## Structure
En 2016, le média ukrainien Zaxid avait affirmé que la Misanthropic Division pouvait compter entre 500 et 600 membres.
Les liens entre la Misanthropic Division et le bataillon Azov sont souvent évoqués. En 2014, le Guardian affirme que la Division « est liée au bataillon Azov », tandis que le Los Angeles Times la présentait en 2018 comme la « branche militante des volontaires étrangers du bataillon Azov ».
Toutefois, il est souvent évoqué que la Misanthropic Division serait davantage une organisation décentralisée, sans leader permanent ni de structure rigide. Dans un article publié en juin 2022, le média en ligne The Intercept avance l'idée que la Misanthropic Division est davantage une organisation informelle et un mouvement idéologique qu'une unité concrète.

## Ramifications étrangères
L'organisation entretient des réseaux en Europe, aux États-Unis, au Canada, en Amérique du Sud et en Australie, qui sont également utilisés pour former et recruter des combattants,,.
En 2015, la Misanthropic Division Schweiz est évoquée par le journal suisse SonntagsZeitung. Il s'agit essentiellement de sympathisants envoyant de l'argent et des vivres aux combattants en Ukraine. 